# NCA Rouiba
 (mars 2023).
Si vous disposez d'ouvrages ou d'articles de référence ou si vous connaissez des sites web de qualité traitant du thème abordé ici, merci de compléter l'article en donnant les références utiles à sa vérifiabilité et en les liant à la section « Notes et références ».
NCA Rouiba (acronyme de Nouvelle conserverie algérienne de Rouïba) est une entreprise algérienne, spécialisée dans la production et la distribution de boissons, nectars et jus de fruits.

## Histoire
La Nouvelle conserverie algérienne (NCA) est créée en 1966 par Mohamed Said Othmani et Salah Othmani sous la forme juridique d’une Société à Responsabilité Limitée (SARL), l’entreprise s’est spécialisée dans la production de concentré de tomates, d’Harissa, de jus de fruits et de confitures sous la marque Rouiba.
L’entreprise démarre en 1984 l’activité de boissons à base de fruits, sous la marque Rouiba en référence à la ville où elle est implantée.
En 1989, Rouiba propose pour la 1re fois en Algérie[réf. nécessaire] un jus de fruits pasteurisé et conditionné sous emballage aseptique carton.
En 2003, l'entreprise change de statut juridique et devient une Société par Actions (SPA). L'année 2005 est marquée par l’internationalisation et l’ouverture du capital à un fonds d’investissement non résident Africinvest Limited, afin d’accompagner la croissance. 
En 2008, l’ancienne raison sociale de la société, « La Nouvelle conserverie algérienne » devient « NCA-Rouiba SPA ». En 2009, la barre des 120 millions packs est franchie.
En 2010, c’est le lancement d’un nouveau segment, le PET (Polytéréphtalate d'éthylène) avec tout un potentiel de succès et un nouveau record de 200 millions de packs produits en 2012.[non neutre]
Le 27 mai 2011, l’introduction en Bourse de la Société est décidée par le Conseil d’Administration et entérinée le 31 janvier 2012 par l’Assemblée générale des actionnaires.
En avril 2013, la NCA-Rouiba procède à la cession de ses actions par une Offre publique de vente (OPV). Le montant de l'offre porte sur 25 % du capital social, soit 849 195 200 dinars algériens répartis en 8 491 950 d'actions.
En juin 2013, la NCA-Rouiba réunissant les conditions d'admission prévues par le règlement général de la bourse d’Alger, le titre de capital NCA-Rouiba Spa est introduit à la cote officielle le 3 juin 2013. Le cours d'introduction est de 400 DZD.
En avril 2020, la société se fait racheter par le Groupe Castel, une entreprise présente dans le secteur des boissons. 

## Gouvernance
- Slim Othmani (2010-2020)